# Boothsdale
Boothsdale – wieś w Anglii, w hrabstwie ceremonialnym Cheshire, w dystrykcie (unitary authority) Cheshire West and Chester. Leży 13 km na wschód od miasta Chester i 256 km na północny zachód od Londynu.